# Pravdivka, Iarmolînți
Pravdivka (în ucraineană Правдівка) este localitatea de reședință a comunei Pravdivka din raionul Iarmolînți, regiunea Hmelnîțkîi, Ucraina.

## Demografie
Componența lingvistică a localității Pravdivka
     Ucraineană (97,92%)
     Rusă (1,79%)
     Alte limbi (0,2%)
Conform recensământului din 2001, majoritatea populației localității Pravdivka era vorbitoare de ucraineană (97,92%), existând în minoritate și vorbitori de rusă (1,79%).